# Милу
Милу́ (фр. Milou, Снежок) — добродушный белый фокстерьер из «Приключений Тинтина», неразлучный спутник репортёра Тинтина, который даже без слов понимает его лучше, чем кто-либо другой. Он много раз выручал Тинтина из затруднительных ситуаций — как правило, отвлекая лаем или кусая того, кто нападает на его хозяина.
По мнению тинтиноведов, Эрже назвал Милу в честь своей подружки Малу. В английской версии комиксов его имя было изменено на Сноуи (Snowy, «Снежок»). В русскоязычных версиях комиксов о Тинтине фокстерьера звали как Мелок, обыгрывая оригинальное французское произношение, так и Снежок, опираясь на перевод клички.

## История персонажа
В довоенных комиксах Милу был основным действующим лицом, наряду с самим Тинтином. Его суховатые, едкие комментарии (мы читаем его мысли, говорить он не умеет) служили противовесом неистребимому оптимизму Тинтина. В 1940-е гг. эта роль перешла к новому персонажу — капитану Хэддоку, а верный пёсик отошёл на второй план.
В поздних комиксах Милу появляется чаще ради комической разрядки, чем из сюжетной необходимости. Он гоняет по Муленсарской усадьбе кошку капитана Хэддока и тайком поглощает его любимый виски. Как и другие вымышленные собаки, он обожает грызть кости; также художник Эрже приписал ему свою собственную боязнь пауков.

## Популярность
- К 75-летию Тинтина Европейский центробанк в 2004 году выпустил серебряную монету достоинством в 10 евро с изображением Тинтина и Милу[1].
- Недалеко от железнодорожного вокзала «Брюссель Южный» (Bruxelles Midi) находится здание, где располагается издательство Ломбар, выпускавшее в 1946—1948 годах посвящённый Тинтину журнал. В 1958 году на крыше здания была укреплена пятиметровая вывеска в виде двух гигантских голов Тинтина и Милу, хорошо заметная всем проезжающим через вокзал пассажирам. В 2009 году вывеска подверглась реставрации[2].
- К европейской премьере фильма Стивена Спилберга «Приключения Тинтина: Тайна «Единорога»» (октябрь 2011) было приурочено открытие в Брюсселе бронзового памятника Тинтину и Милу работы Ната Нёжана[3]. Собственно, речь идёт о новой отливке статуи, которую уже открывали в 1975 году, но после ряда актов вандализма перенесли в закрытое помещение.
- В брюссельском аэропорту прилетевших встречает памятник Тинтину и Милу.